# Liste von Persönlichkeiten der Stadt Nordhausen
Die Liste von Persönlichkeiten der Stadt Nordhausen verzeichnet diejenigen Personen, die in dem Gebiet der heutigen Stadt Nordhausen geboren und im enzyklopädischen Sinn von Bedeutung sind. Es werden auch diejenigen genannt, die vor Ort gewirkt haben oder Ehrenbürger geworden sind.

## Ehrenbürger
Das Ehrenbürgerrecht ist die höchste Würdigung der Stadt Nordhausen. Es ist weder mit besonderen Rechten noch mit besonderen Pflichten verbunden. Über die Verleihung entscheidet der Stadtrat in öffentlicher Sitzung.
Die ersten Ehrenbürger ernannte die Stadt 1865 in „Anerkennung ihrer durch Stiftung namhafter Legate um die Stadt erworbenen Verdienste“. Insgesamt sind 26 Personen damit geehrt worden, acht davon nach 1990. Die Ehrenbürgerschaften von Paul von Hindenburg (1917), Adolf Hitler (1933), Hans Himmler (1960), Friedrich Giessner (1973) und Erich Peter (1976) wurden am 29. August 1990 durch den Stadtrat aberkannt.
- ?: Eduard Wiprecht von Davier (1818–1895), Landrat im Kreis Grafschaft Hohenstein
- 1865: Friedrich Jung (1801–1884), Fabrikant[2]
- 1865: Gustav Plaut (1824–1908), Bankier[3]
- 1865: Jacob Plaut (1817–1901), Bankier
- 1865: Moritz Plaut (1822–1910), Bankier[4]
- 1905: Franz Willecke (1835–1910), Stadtrat[5]
- 1917: Hermann Hanewacker (1845–1922), Fabrikant und Stadtrat
- 1918: Max Hoffmann (1869–1927), General und Diplomat
- 1920: Richard Wiese (1850–1936), Kaufmann, Gesellschafter der Eisengroßhandlung F. W. Wolffram[6]
- 1924: Carl Contag (1863–1934), Oberbürgermeister von 1899 bis 1924
- 1928: Otto Hertzer (1848–1929), Fabrikant und Stadtrat[7]
- 1930: Hermann Stade (1850–1939), Stadtrat[8]
- 1969: Helmut Zinke (1930–2020), Munitionsentschärfer
- 1999: Jean Mialet (1920–2006), Häftlingskomitee Mittelbau-Dora
- 2002: Ilsetraut Glock (1915–2013), Künstlerin und Initiatorin der Ilsetraut-Glock-Grabe-Stiftung[9]
- 2004: Andreas Lesser (* 1952), Stifter und Stiftungsvorstand der Friedrich-Christian-Lesser-Stiftung
- 2009: Joachim Jaeger (* 1935), Propst (i. R.)
- 2010: Lothar de Maizière (* 1940), Politiker, letzter Ministerpräsident der DDR (CDU)
- 2013: Erika Schirmer (* 1926), Schriftstellerin
- 2015: Günther Groh (1925–2015), Künstler[10]
- 2018: Christoph Lerchner (1934–2023), Pfarrer und Superintendent (i. R.)[11]

## Söhne und Töchter der Stadt
Folgende Persönlichkeiten wurden in Nordhausen geboren. Ob sie im Weiteren in Nordhausen gewirkt haben, ist ohne Belang.

### A
- August Wilhelm Theodor Adam (1833–1886), Musiker
- August Eduard Aderholt (1828–1890), Schriftsteller
- Paul Apel (1896–1965), Politiker (SPD)
- Siegmund Auerbach (1866–1923), Neurologe
- Kurt Aurin (1923–2017), Erziehungswissenschaftler
- Margarete Aurin (1897–1989), Montessori-Pädagogin

### B
- Werner Baake (1918–1964), Offizier der Luftwaffe der Wehrmacht
- Joachim Barth, Lichtdesigner
- Claudia Bechstein (* 1978), Fotomodel und Miss Deutschland 2001
- Volker Beck (* 1956), Leichtathlet
- Dagmar Becker (* 1955), Politikerin (SPD), MdL
- Robert Beltz (1854–1942), Prähistoriker v. a. in Mecklenburg
- Julius Bergmann (1861–1940), Maler
- Roberta Bergmann (* 1979), Designerin
- Rudolf Besthorn (1909–1984), Philologe, Romanist
- Maximilian Beyer (* 1993), Bahnradsportler
- Wolfgang Birkenfeld (1932–2011), Historiker und Hochschullehrer
- Otto Blau (1828–1879), Orientalist
- Wolfgang Bonte (1939–2000), Rechtsmediziner und Hochschullehrer
- Conrad Bornhak (1861–1944), Jurist
- Peter von Boetticher (1525–1585), Reformator und Gräflich-Hohnsteinischer Kanzler in Nordhausen 1550–1568
- Rainer Börner (1956–2021), Kulturmanager, FDJ-Funktionär, Volkskammer-Abgeordneter der DDR
- Jobst von Bötticher (1550–1624), Bürgermeister von Nordhausen
- Karl Bötticher (1806–1889), Architekt und Archäologe
- Wilhelm von Bötticher (1845–1927), preußischer Generalmajor
- Walter Brehmer (1894–1967), Offizier, Generalmajor
- Kai Buchmann (* 1976), Oberbürgermeister von Nordhausen
- Wilhelm Büchting (1864–1923), evangelischer Theologe und Regionalgeschichtsautor

### C

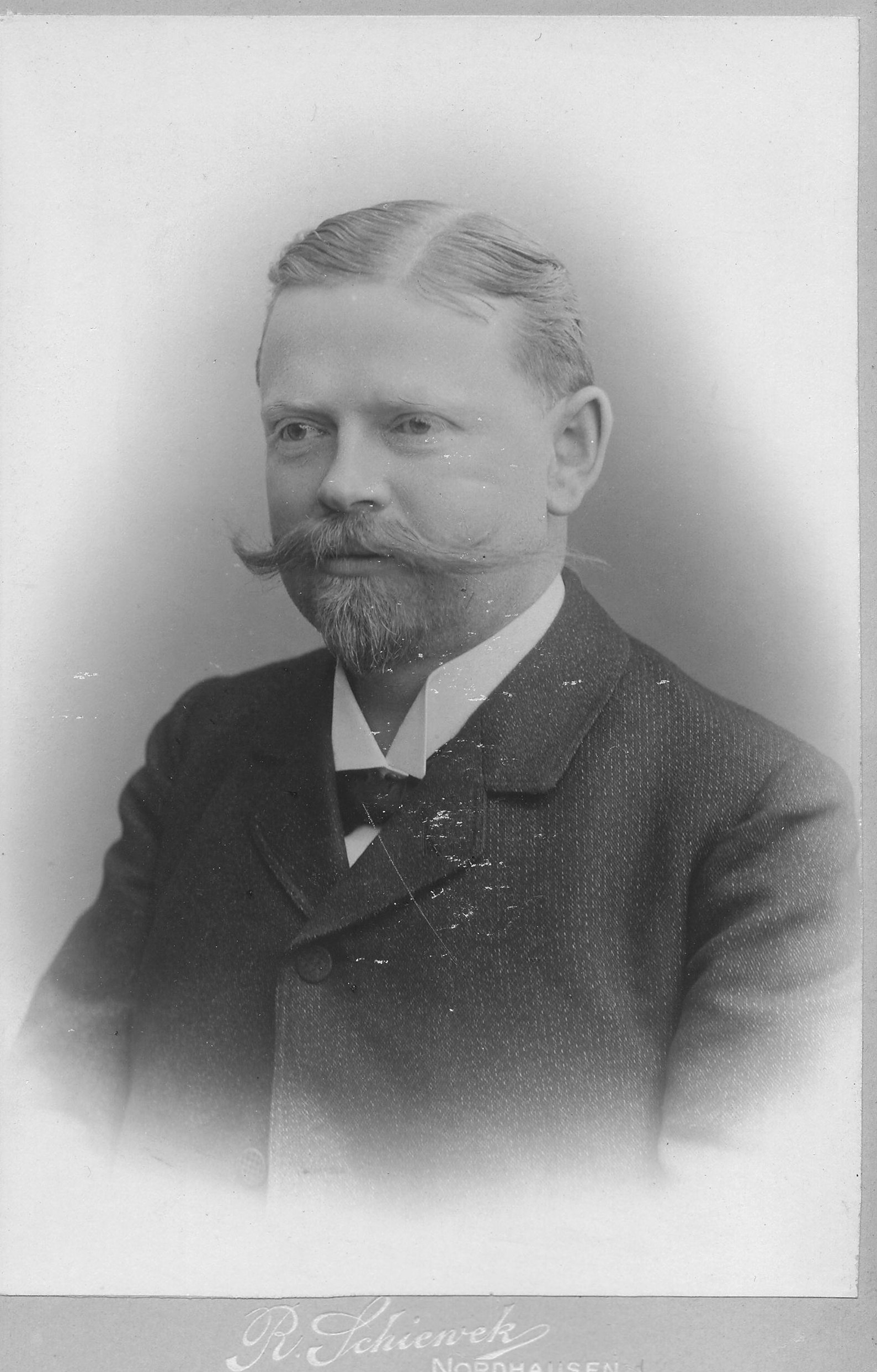
Carl Contag
(1863–1934)

- Carl Contag (1863–1934), MdHH

### D
- Hans Dahlke (1932–1984), Germanist und Literaturwissenschaftler
- Johann Christoff Dannhauer (1637–1713), Rechtswissenschaftler, Bürgermeister von Hannover
- Udo Degener (* 1959), Lyriker und Schachproblemkomponist
- Hermann Dihle (1873–1944), Verwaltungsjurist
- Julius Karl Friedrich Dilthey (1797–1857), Philologe und Gymnasiallehrer
- Karl-Heinz Döring (* 1937), Karikaturist

### E
- Hugo Eberle (1870–1949), Politiker (SPD), Gewerkschafter
- Heinrich Ebersberg (1911–1976), Jurist, Nationalsozialist
- Ludwig Einicke (1904–1975), Politiker (KPD/SED), Landesminister
- Curt Eisfeld (1886–1969), Wirtschaftswissenschaftler und Dekan an der Universität Hamburg
- Alwin Engelhardt (1875–1940), Scharfrichter
- Benno Ennker (* 1944), Historiker und Hochschullehrer
- Gitta Escher (* 1957), Geräteturnerin

### F

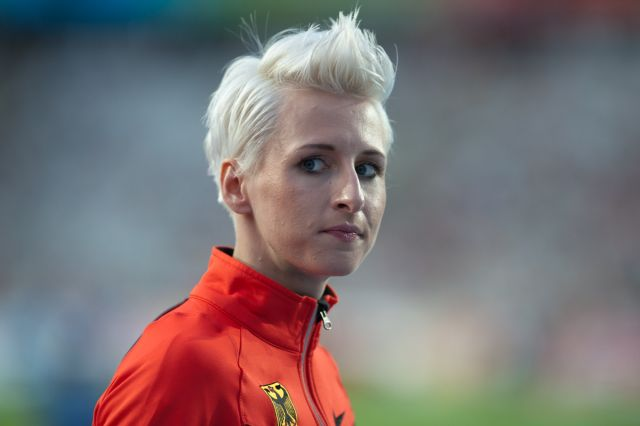
Ariane Friedrich
(* 1984)

- Theodosius Fabricius (1560–1597), lutherischer Theologe
- Heinrich Fetkötter (1902–vermutlich nach 1974), Hauptschriftleiter und Reichskultursenator
- Wilfried Fitzenreiter (1932–2008), Bildhauer
- Wilhelm August Förstemann (1791–1836), Mathematiker und Pädagoge
- Otto Freybe (1865–1923), Meteorologe
- Ariane Friedrich (* 1984), Hochspringerin
- Christina Friedrich (* 1965), Regisseurin und Schriftstellerin
- Robin Friedrich (* 2003), Fußballspieler

### G

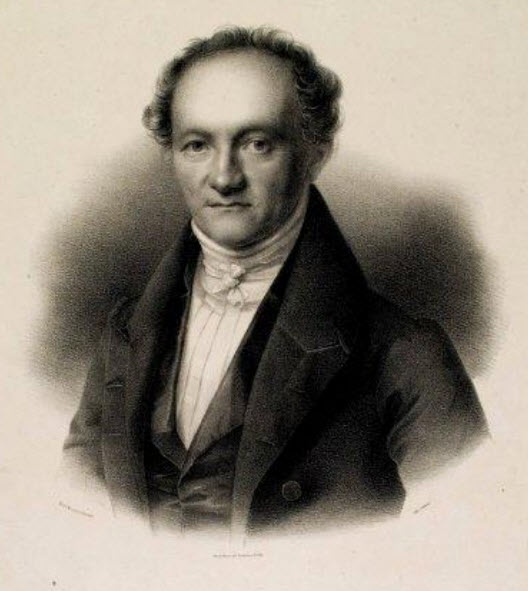
Wilhelm Gesenius
(1786–1842)

- Gerberga (913–969), Herzogin von Lothringen, Königin von Frankreich, Tochter von Heinrich I.
- Carolin Gerbothe (* 1991), Politikerin (CDU), Mitglied des Thüringer Landtags
- Uwe Gerig (1940–2018), Fotograf, Journalist und Autor
- Wilhelm Gesenius (1786–1842), Theologe, Sprachgelehrter
- Ruth Hildegard Geyer-Raack (1894–1975), Innenarchitektin, Textildesignerin, Möbeldesignerin, Wandmalerin
- Johannes Gigas (1514–1581), Theologe, Kirchenlieddichter, Humanist, Pädagoge und Reformator
- Heinrich Philipp Goldhagen (1746–1826), Jurist und Kriminaldirektor
- Johann Friedrich Gottlieb Goldhagen (1742–1788), Mediziner und Hochschullehrer
- Siegmund Goldhammer (* 1932), Komponist und Dirigent
- Silke Gonska (* 1963), Sängerin
- Richard Gothe (1928–1985), Politiker (SED), 1962 bis 1985 Vorsitzender des Rates des Bezirks Erfurt
- Karlheinz Groß (1943–2009), Maler, Grafiker und Buchautor
- Georg Grosse (1900–1973), Bankmanager, Politiker (CDU)

### H

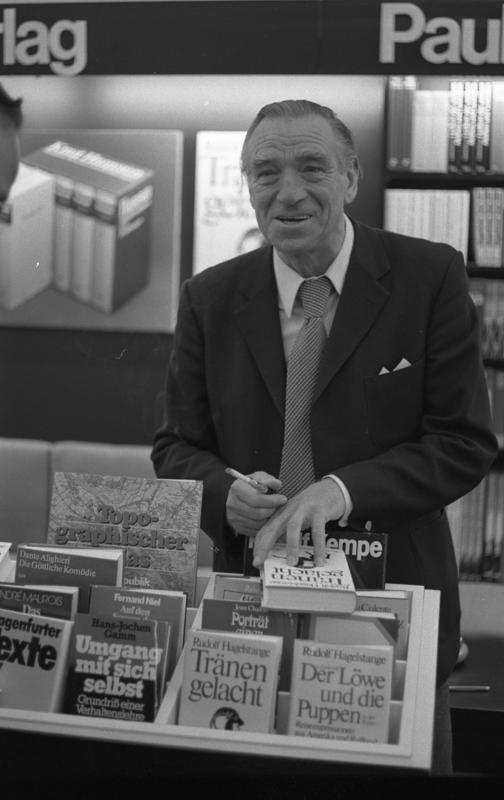
Rudolf Hagelstange
(1912–1984)

- Erich Haase (1932–2020), Fußballspieler und Nationalspieler der DDR und der Bundesrepublik Deutschland
- Hugo Haase (1902–1966), Hydrologe
- Rudolf Hagelstange (1912–1984), Schriftsteller
- Gustav Hammer (1851–1921), Maschinenfabrikant
- Ludwig Hartmann (1811–1882), Jurist und Präsident am Oberlandesgericht Hamm
- Katrin Hattenhauer (* 1968), Malerin und Bürgerrechtlerin
- Claudia Heber (* 1976), Politikerin (CDU)
- Heinrich I. (Bayern) (919/22–955), Herzog von Bayern, Bruder Kaiser Ottos I.
- Bernhard Horst Heise (1925–2015), Bundesrichter am Bundesfinanzhof in München
- Otto Hellwig (1898–1962), Polizeibeamter und SS-Gruppenführer
- Richard Hesse (1868–1944), Zoologe
- Gustav Heyse (1809–1883), Philologe und Numismatiker
- Friedrich Hildebrand (1626–1688), Lehrer und Autor
- Johann Christian August Heyse (1764–1829), Pädagoge, Grammatiker und Lexikograf
- Jörn Hilfrich (* vor 1967), Pathologe und Krebsforscher
- Axel Hilpert (1947–2018), Immobilienhändler
- Hans Himmler (1890–1970), Politiker (SPD, KPD, SED), Oberbürgermeister von Nordhausen (1946–1952)
- Bruno Hinz (1915–1968), SS-Hauptsturmführer
- Franka Hitzing (* 1966), Politikerin (FDP), MdL, seit 2014 Landesvorsitzende der FDP Thüringen
- Gerald Höfer (* 1960), Schriftsteller
- Ludwig Hoffmann (1865–1903), Theaterschauspieler, -intendant und Schriftsteller
- Birgit Huonker (* 1961), Politikerin (Die Linke), MdL (Saarland)

### J
- Matthias Jendricke (* 1972), seit 2015 Landrat des Landkreises Nordhausen (SPD), Erster Bürgermeister von Nordhausen (2005–2015)
- Tobias Joch (* 1991), Schauspieler und Musicaldarsteller
- Justus Jonas der Ältere (1493–1555), Reformator
- Günter Junge (* 1928), Gebrauchsgrafiker und Hochschullehrer
- Toni Jurascheck (* 1986), Fußballspieler

### K

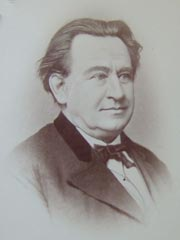
August Kramer
(1817–1885)

- Friedrich Kabermann (1940–2020), Historiker und Schriftsteller
- Rolf Kalmuczak (1938–2007), Schriftsteller
- Franz Georg Kaltwasser (1927–2011), Bibliothekar
- Andreas Kannengießer (* 1978), Filmregisseur
- Heinrich Keiser (1899–1957), Kaufmann und nationalsozialistischer Funktionär
- Klaus-Dieter Kerwitz (1940–2017), Grafiker und Gebrauchsgrafiker
- Walter Kirchhoff (1914–??), NDPD-Politiker
- Alfred Kiel (1878–1954), Politiker (SPD)
- Walter Ködderitz (1898–1980), evangelischer Theologe
- Lothar König (1954–2024), evangelischer Pfarrer
- Walter König (1893–1977), NDPD-Landesvorsitzender in Thüringen, thüringischer Finanzminister und Abgeordneter der Volkskammer der DDR
- Heinrich Koppe (1891–1963), Luftfahrtingenieur, Flugmeteorologe und Hochschullehrer
- Petra Köpping (* 1958), Politikerin (SPD), Ministerin (Sachsen)
- Harro Korn (* 1955), Schauspieler
- August Kramer (1817–1885), Erfinder des Zeigertelegrafen
- Herbert Kranz (1891–1973), Schriftsteller
- Ursula Krone-Appuhn (1936–1988), Politikerin (CSU), Mitglied des Bundestages
- Maxi Krug (* 1996), Fußballspielerin
- Helmut Kruse (1936–2009), Kirchenmusikdirektor und Domkantor am Braunschweiger Dom, Gründer der Braunschweiger Domsingschule.
- Matthias Werner Kruse (1919–2007), Schriftsteller
- Eckhard Kuhla (* 1941), deutscher Ingenieur, Unternehmensberater und Publizist
- Peter Kuhlemann (1913–2005), Zoologe und Autor
- Arno Kuhn (1934–2010), Politiker

### L
- Richard Langer (1879–1950), Bildhauer und Hochschullehrer
- Heinz Lauenroth (1910–1991), Autor und Kommunalpolitiker (SPD)
- Lutz-Dietrich Leder (1933–2013), Pathologe
- Alfred Leman (1925–2015), Wissenschaftler und Schriftsteller
- Paul Lemcke (1850–1909), Zweiter Bürgermeister von Nordhausen, Militärbeamter und Kommunalpolitiker
- Julius Lerche (1836–1914), Politiker, Reichstagsabgeordneter
- Friedrich Christian Lesser (1692–1754), evangelischer Theologe und Historiker
- Oskar Lindemann (1880–1914), Architekt
- Gerd Loßdörfer (1943–2023), Sportmediziner, Leichtathlet

### M

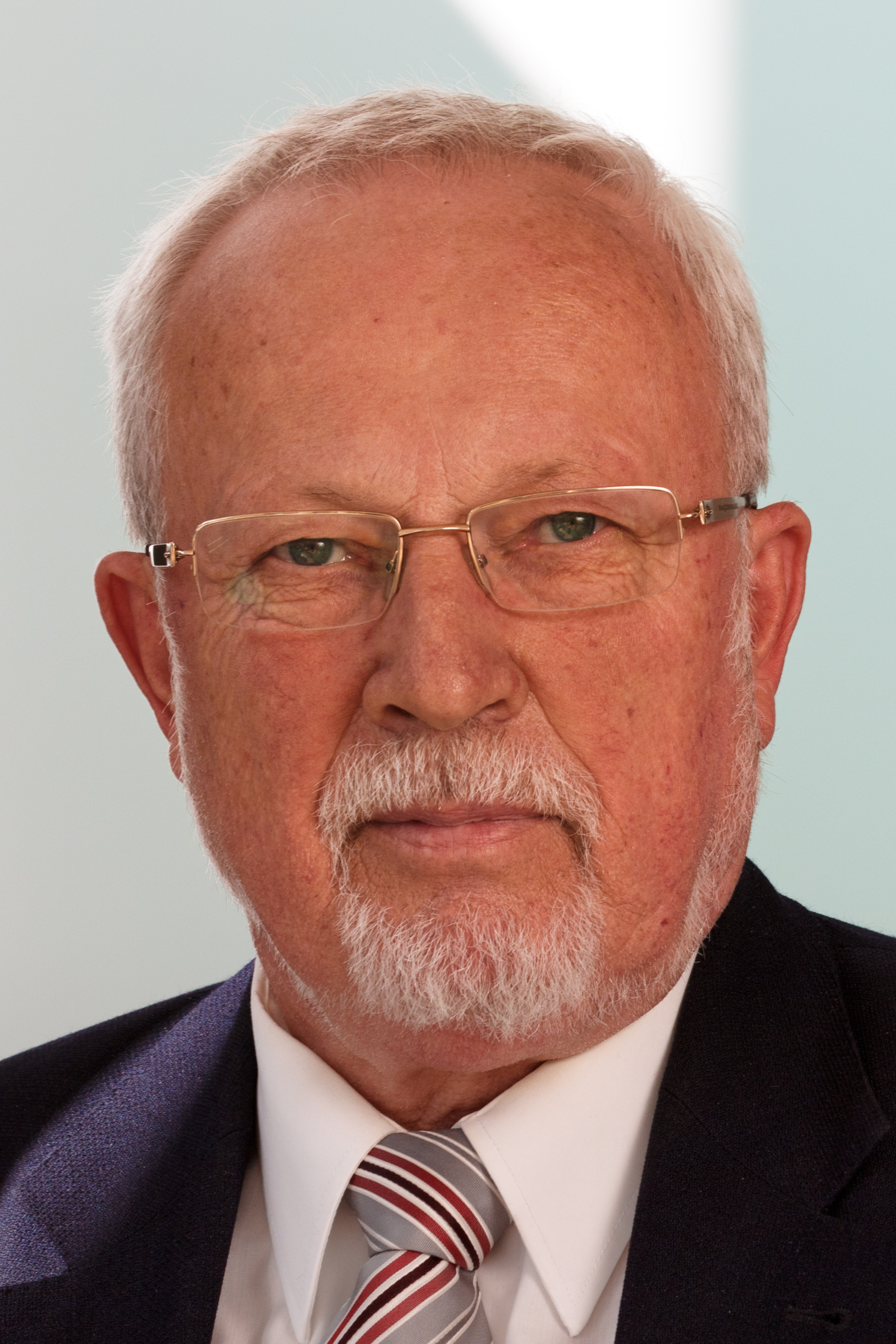
Lothar de Maizière
(* 1940)

- Gerd Mackensen (1949–2023), Maler, Bühnenbildner, Fotograf und Bildhauer
- Lothar de Maizière (* 1940), Politiker, letzter Ministerpräsident der DDR (CDU)
- Jürgen May (* 1942), Leichtathlet und Olympiateilnehmer
- Friedel Meinecke (* 1943), Politiker (SPD), MdL
- Ewald Mertens (1909–1965), Leichtathlet und Trainer
- Joachim Bartholomäus Meyer (1624–1701), Bibliothekar und Kirchenlieddichter
- Carl Heinrich Miede (1788–1851), Geistlicher, Pädagoge und Schriftsteller
- Anna Mosegaard (1881–1954), deutsche Politikerin und Schriftstellerin
- Hans Alexander Müller (1888–1962), Grafiker und Buchillustrator
- Peter Müller (1640–1696), Rechtswissenschaftler
- Julius Münter (1815–1885), Botaniker, Zoologe und Hochschullehrer
- Gottfried Münzenberg (1940–2024), Physiker und Hochschullehrer

### N
- Wilhelm Nebelung (1864–1920), Journalist und Politiker
- Klaus-Peter Neitzke (* 1967), Maschinenbauingenieur und Hochschullehrer an der Fachhochschule Nordhausen
- Carl Christian Neuenhahn (1745–1807), Branntweinbrenner und Naturforscher
- Renate Niethammer (1913–2017), Grafikerin und Malerin
- Johann Ernst Noricus (1634–1678), Rechtsgelehrter

### O
- Philip Oeser (1929–2013), Maler, Grafiker und Restaurator

### P
- Goerd Peschken (* 1931), Architekt und Bauforscher
- Erich Peter (1919–1987), Militär, Generaloberst in der Nationalen Volksarmee (NVA) und langjähriger Chef der Grenztruppen der DDR
- Günter Petzow (1926–2024), Materialwissenschaftler
- Jacob Plaut (1817–1901), Bankier und Ehrenbürger der Stadt
- Hermann Preysing (1866–1926), Mediziner

### Q
- Otto Quelle (1879–1959), Geograph

### R

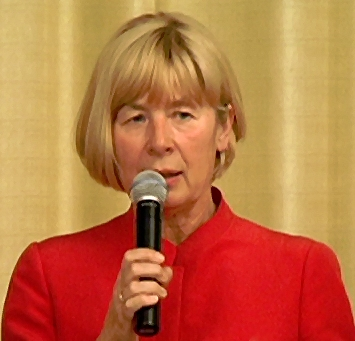
Barbara Rinke
(* 1947)

- Ingrid Raber (* 1946), Politikerin (SPD), MdL
- Klaus Reichel (1934–1996), Chirurg und Hochschullehrer in Hannover
- Walther Hans Reinboth (1899–1990), Harzer Maler und Dichter
- Jürgen Reinholz (* 1954), Politiker (CDU), Thüringer Minister für Wirtschaft, Arbeit und Technologie
- Julius Riemann (1832–1885), Politiker, Richter und Verwaltungsjurist
- Barbara Rinke (* 1947), Politikerin (SPD), Oberbürgermeisterin von 1994 bis 2012, von 2003 bis 2009 Präses der Evangelischen Kirche Deutschland (EKD)
- Friedrich Röder (1808–1870), Philologe und Gymnasiallehrer, Mitglied der Frankfurter Nationalversammlung
- Gottfried Erich Rosenthal (1745–1813), Meteorologe und Geodät
- Thomas Rudnick (* 1965), Schauspieler

### S

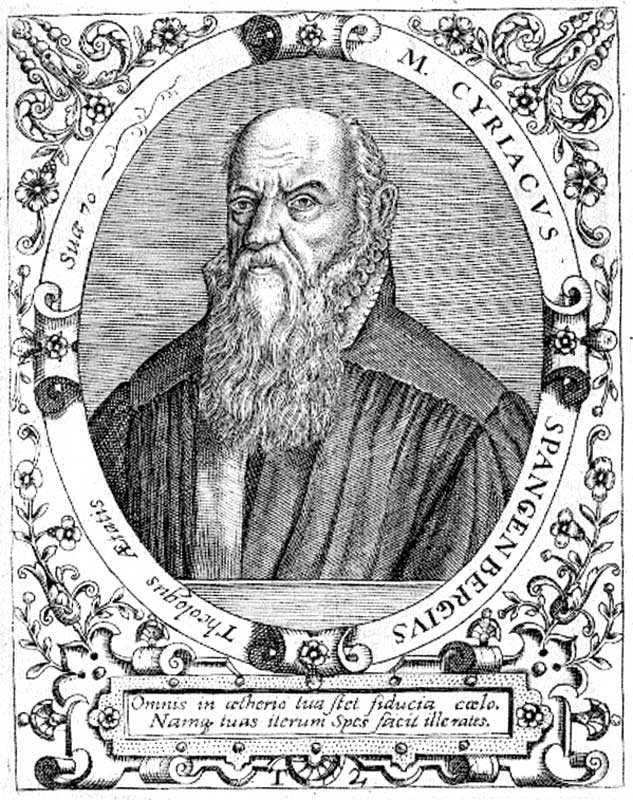
Cyriacus Spangenberg
(1528–1604)

- Siegfried Sack (1527–1596), Theologe, Reformator
- Herbert Sander (1938–2018), deutscher Maler und Graphiker
- Johannes Sander (1455–1544), deutscher Notar an der Römischen Rota
- Benjamin Scharff (1651–1702), Arzt
- Gustav Schaub (1875–1944), Kunstmaler und Erbauer des Märchengrund Bad Sachsa
- Johannes Scheiber (1879–1961), Chemiker und Hochschullehrer an der Universität Leipzig
- Karin Schersinski (1955–1976), Schauspielerin
- Rolf Schilling (* 1950), Dichter und Philosoph
- Gerhard Schinkel (1925–1985), Politiker (SED)
- Uwe Schlegel (* 1941), Physiker und Hochschullehrer
- Josefine Schlichting (* 2003), Fußballspielerin
- Angela Schmid (* 1943), Politikerin (CDU)
- Otto Schmidt (1878–nach 1942), Politiker (DNVP), Mitglied des Reichstags
- Dietmar Schössler (* 1937), Militärsoziologe und Hochschullehrer
- Karlheinz Schreiber (* 1934), Kaufmann, Waffenhändler
- Friedrich Schubert (1871–nach 1948), Ministerialbeamter
- Karl Schultes (1909–1982), Jurist, Parteifunktionär (SPD/SAP/KPD/SED), Wehrmachtsdeserteur und Landesverfassungsrichter in NRW
- Martin Schultze (1835–1899), Pädagoge und Sprachforscher
- Johann Heinrich August Schulze (1755–1803), Geistlicher, Altphilologe und Pädagoge
- Walther Schulze-Wechsungen (1902–1944), Politiker (NSDAP)
- Gustav Seeber (1933–1992), Historiker
- Ida Seele (1825–1901), erste Fröbelkindergärtnerin der Welt
- Ferdinand Conrad Seiffart (1802–1877), geheimer Regierungsrat, preußischer Generalkonsul in Mexiko, Vizepräsident der Preußischen Oberrechnungskammer und Freimaurer
- Frank Sieckel (* 1961), Schauspieler
- Herbert Sievers (1922–1993), Schauspieler
- Peter Sitz (1938–2013), Bergbauingenieur und Hochschullehrer
- Jens-Uwe Sommerschuh (* 1959), Schriftsteller
- Cyriacus Spangenberg (1528–1604), Theologe, Pfarrer und Reformator
- Thomas Spaniel (* 1963), Rechtsanwalt und Schriftsteller
- Thilo Spötter (1856–1922), Gutsbesitzer und Abgeordneter des Provinziallandtages des Provinz Hessen-Nassau
- Bodo Spranz (1920–2007), Offizier, Ritterkreuzträger, Volkskundler
- Hansjacob Staemmler (* 1978), Pianist und Musikpädagoge
- August Stolberg (1864–1945), Kunsthistoriker, Geograph, Meteorologe, Polarforscher und Museumsleiter
- Sophie Charlotte Agnes Fürstin zu Wied, geb. Prinzessin zu Stolberg-Stolberg (* 1943)
- Kevin Struck (* 1996), Handballspieler
- Bernhard Ludwig Suphan (1845–1911), Literaturhistoriker

### T

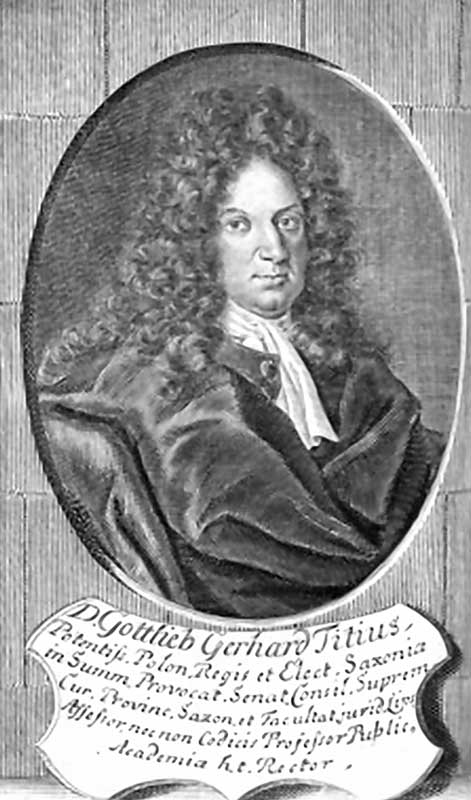
Gottlieb Gerhard Titius
(1661–1714)

- Gerhard Tänzer (1937–2025), Schriftsteller
- Oswald Teichmüller (1913–1943), Mathematiker
- Norman Theuerkauf (* 1987), Fußballspieler
- Friedrich Thimme (1868–1938), Historiker und Publizist
- Nyota Thun (1925–2021), Literaturwissenschaftlerin
- Gottlieb Gerhard Titius (1661–1714), Rechtswissenschaftler
- Heinz Trützschler von Falkenstein (1902–1971), Botschafter (BRD)

### U
- Matthias Uhl (* 1970), Historiker
- Christian Friedrich Unger (1731–1781), evangelischer Pfarrer und Kirchenlieddichter
- Heinz Unger (1914–2007), Mathematiker und Ingenieurwissenschaftler
- Hellmuth Unger (1891–1953), Arzt und Schriftsteller
- Marcel Unger (* 1985), Fußballschiedsrichter

### V
- Matthias Viehmann (* 1961), Professor für Industrieelektronik, Hochschule Nordhausen[12]
- Lutz Vogel (* 1949), Kulturpolitiker, Erster Bürgermeister in Dresden, freier Kulturberater
- Johann Friedrich August Volborth (1768–1840), lutherischer Geistlicher, der in Russland wirkte
- Johann Karl Volborth (1748–1796), lutherischer Theologe

### W

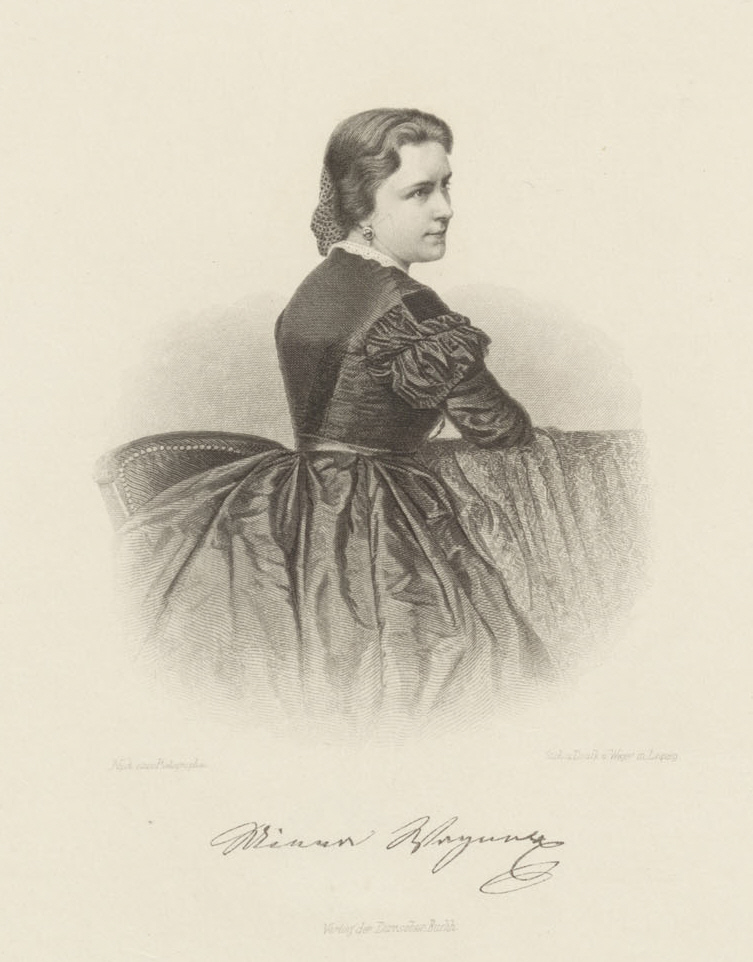
Minna Wagner
(1840–1910)

- Johann Tobias Wagner (1689–1733), Pädagoge, Bibliothekar, Schriftsteller und General-Fiscal
- Minna Wagner (1840–1910), Opernsängerin
- Vincent Wagner (* 1986), Fußballtrainer
- Günther Wartenberg (1943–2007), Theologe und Historiker
- Wilhelm Weber (1857–1934), Kommerzienrat in Harburg an der Elbe
- Lutz Wiederhold (1963–2012), Arabist, Islamwissenschaftler und Bibliothekar
- Oswald Wolff (1855–nach 1906), Gymnasiallehrer und Altphilologe

### Z
- Jochen Zellmann (1943–2016), Maler
- Michael Zielonka (1942–2018), Schriftsteller
- Ernst Zörner (1895–1945), Politiker (NSDAP), Oberbürgermeister von Dresden, Präsident des Braunschweigischen Landtages, Gouverneur des Distrikts Lublin

## Personen, die mit der Stadt in Verbindung stehen

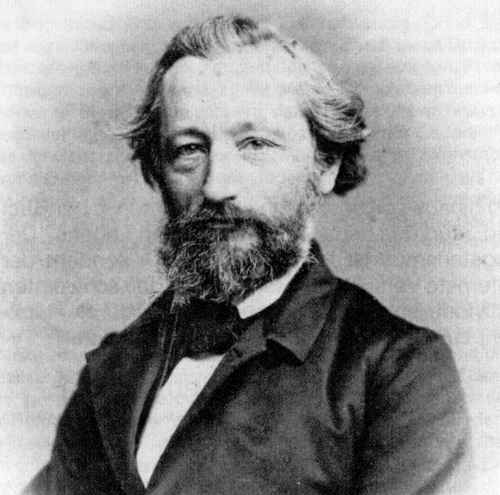
Eduard Baltzer
(1814–1887)

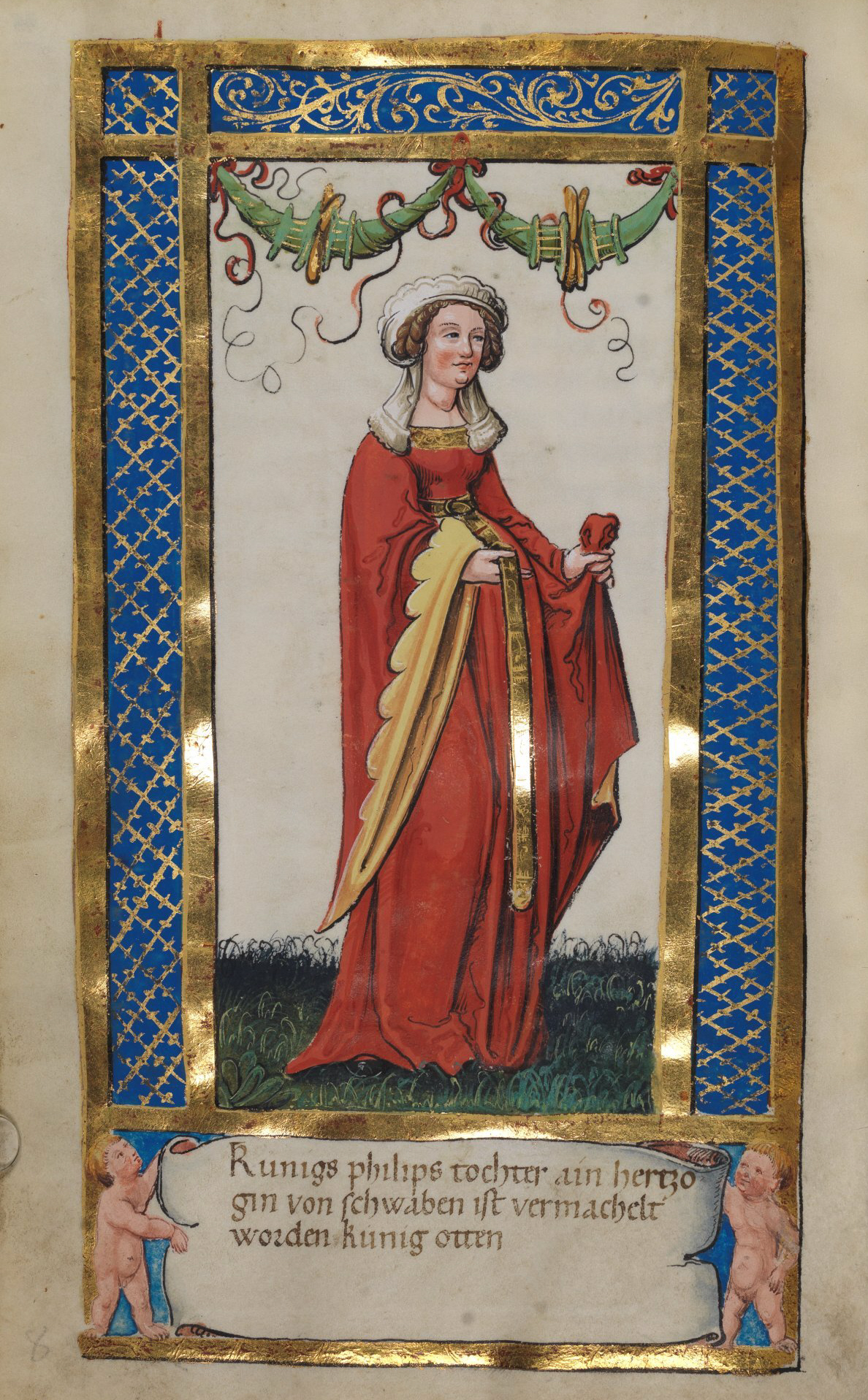
Beatrix von Schwaben
(1198–1212)

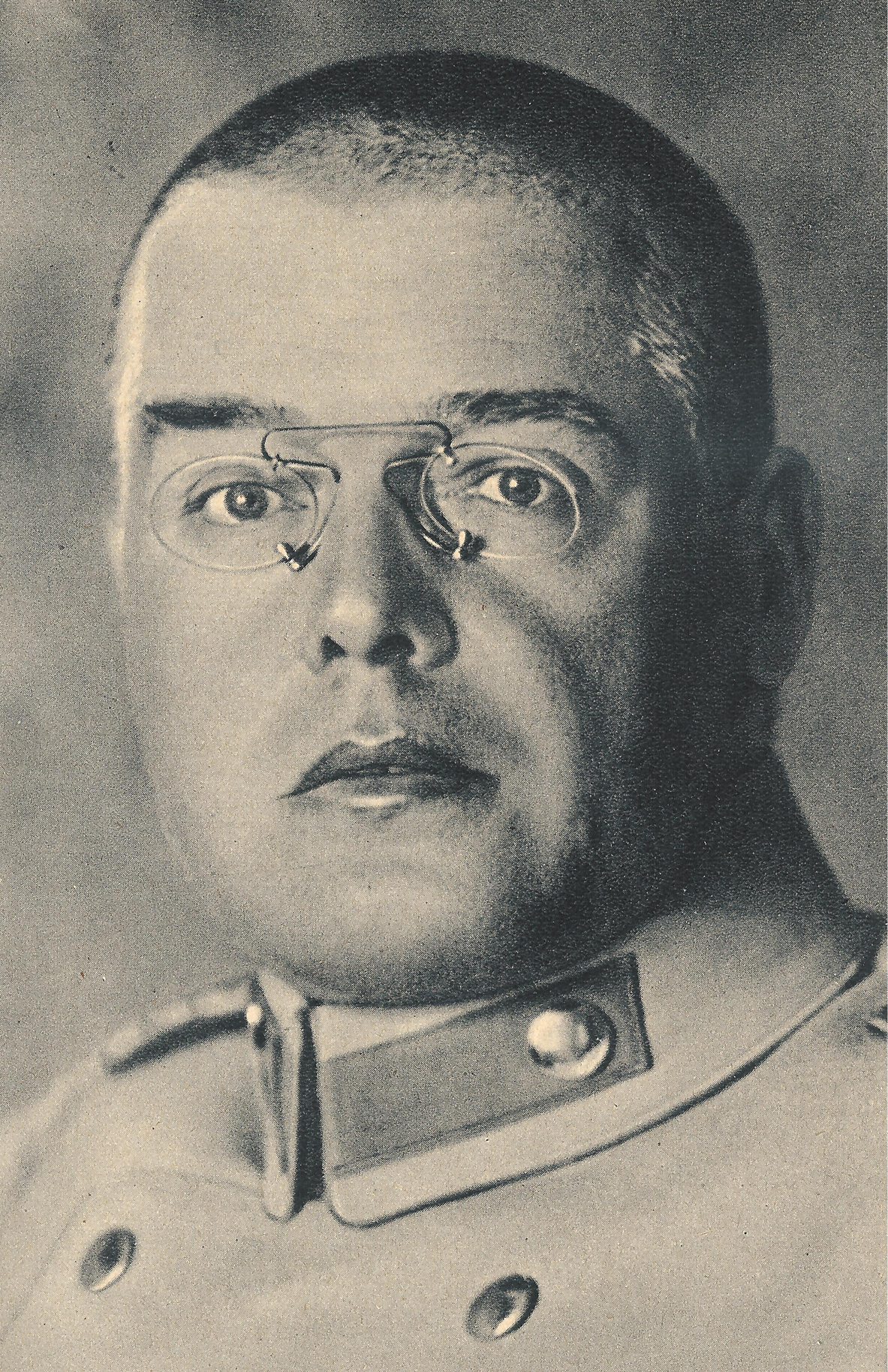
Max Hoffmann
(1869–1927)

Käthe Kollwitz
(1867–1945)

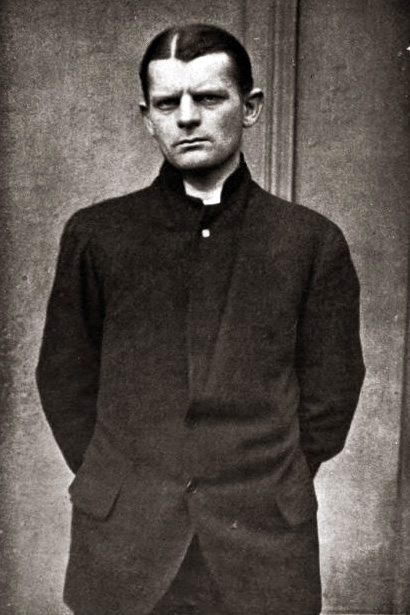
Carl Hans Lody
(1877–1914)

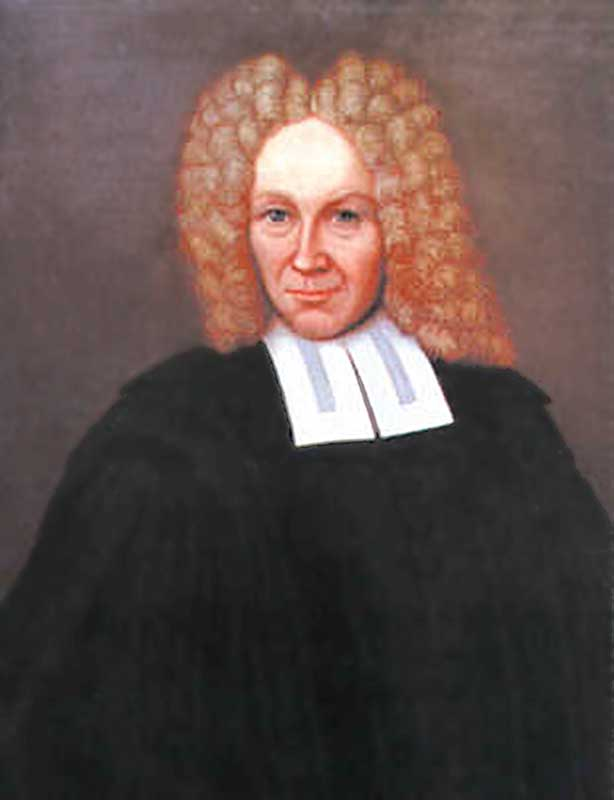
Johann Heinrich Michaelis
(1668–1738)

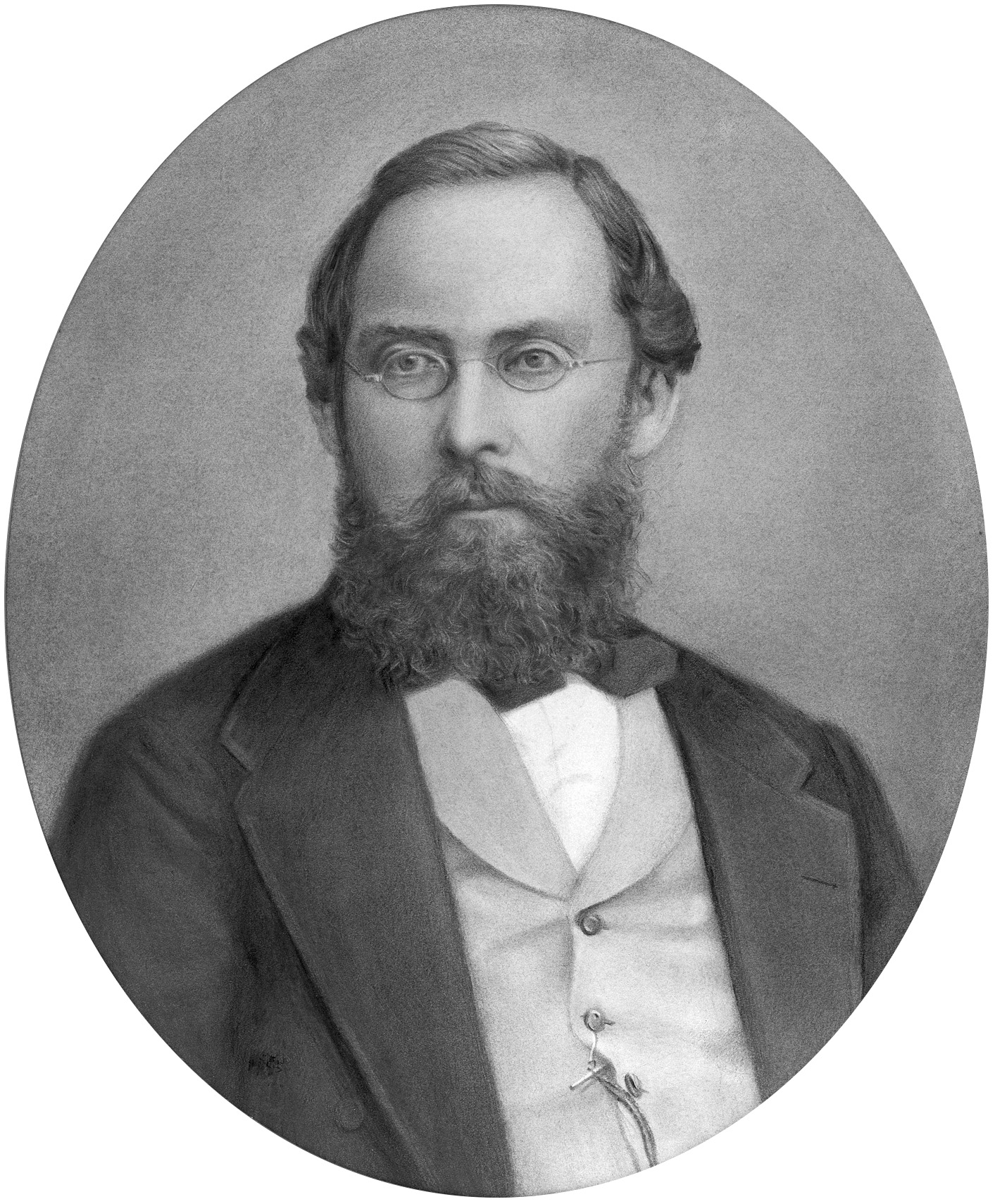
August Petermann
(1822–1878)

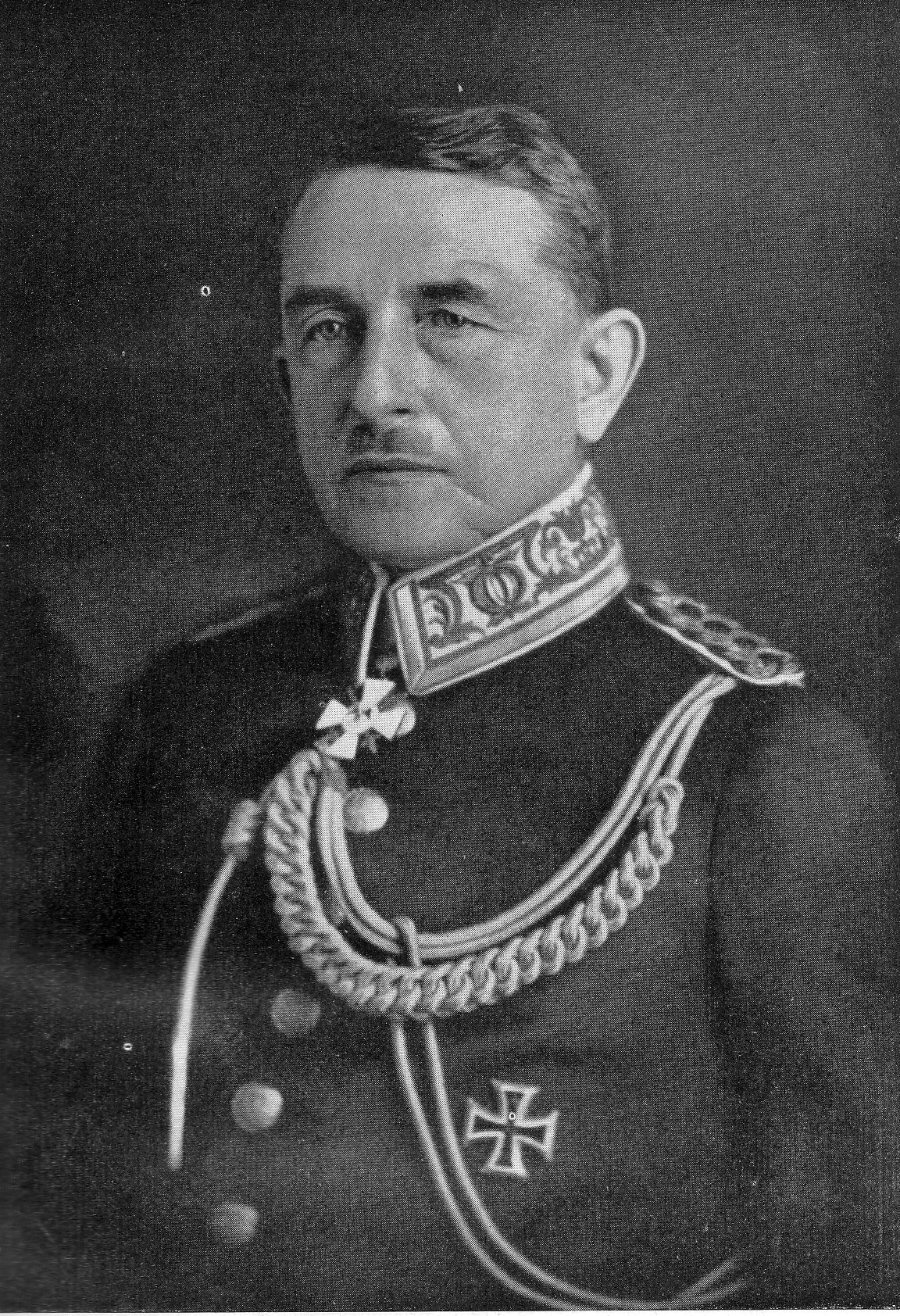
Heinrich Schnee
(1871–1949)

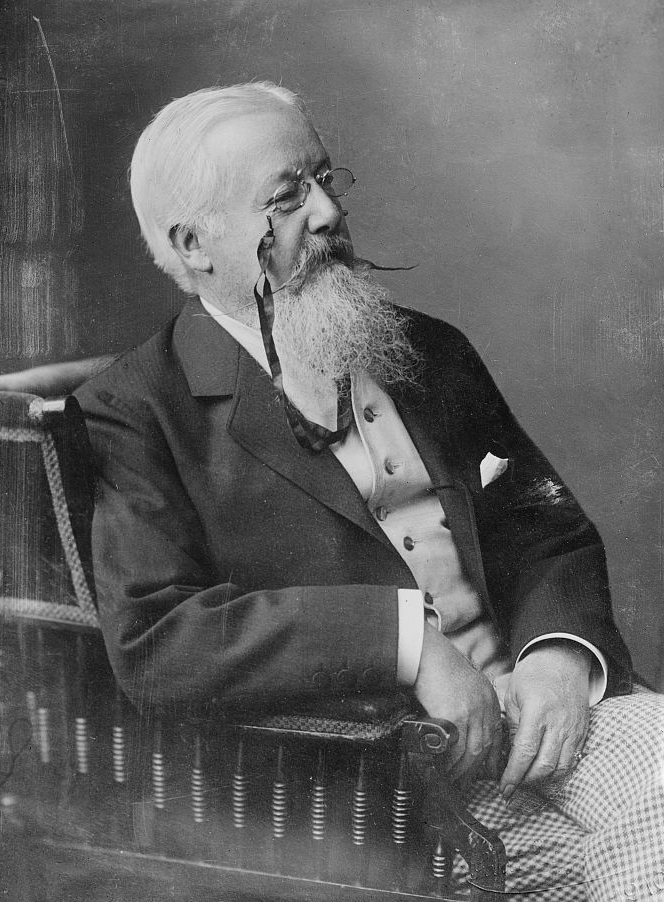
Albert Traeger
(1830–1912)

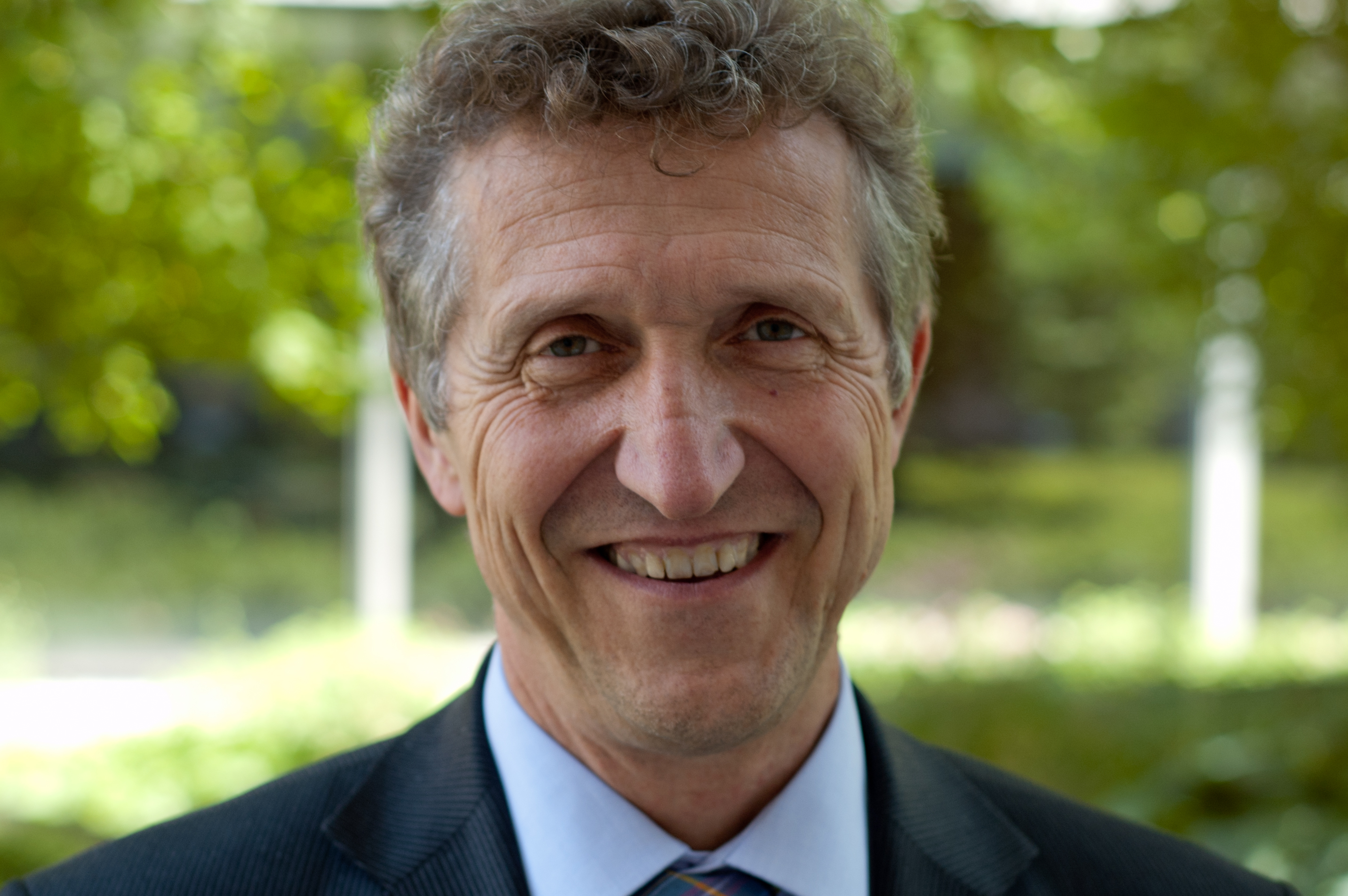
Klaus Zeh
(* 1952)

Hier werden bekannte Persönlichkeiten aufgeführt, die in Nordhausen einen Teil ihres Lebens verbracht, vor Ort gewirkt haben oder in Nordhausen gestorben sind.
- Arnold Albrecht (* 1950), Betriebsratsvorsitzender, studierte 1973 Landtechnik in Nordhausen
- Wilhelm Apel (1873–1960), Politiker (SPD), Redakteur der „Nordhäuser Volkszeitung“
- Margarete Aurin (1897–1989), Montessori-Pädagogin, verbrachte ihre Jugend in Nordhausen
- Curt Baller (1880–1966), Oberbürgermeister von 1924 bis 1933
- Eduard Baltzer (1814–1887), Reformer und Demokrat
- K. Alfons Bauer (1885–1945), Landschaftsmaler, Tier- und Jagdmaler, starb in Nordhausen[13]
- Beatrix von Schwaben (1198–1212), römisch-deutsche Kaiserin, starb in Nordhausen
- Georg Henning Behrens (1662–1712), Arzt und Autor, lebte seit 1688 in Nordhausen
- Manfred Bensing (1927–1996), Dozent am Lehrerbildungsinstitut Nordhausen, SED-Kreisleitung Nordhausen
- Manfred Bornemann (1933–2012), Geologe, besuchte das Gymnasium in Nordhausen
- Johann von Bötticher (1662–1728), Bürgermeister von Nordhausen
- Carl Braunhofer (1799–1846), Theaterschauspieler und -regisseur
- Karl von Byla (1806–1852), Verwaltungsjurist, 1834 bis 1852 Landrat des Kreises Nordhausen
- Johannes Clajus (1535–1592), Pädagoge, Theologe, 1570 bis 1572 Rektor der Schule in Nordhausen
- Heinrich Compenius der Ältere (1530?–1611), Orgelbauer, Organist und Komponist, lebte seit 1580 in Nordhausen
- Bernhard Dächsel (1823–1888), Justizrat, wohnte zeitweise in Nordhausen
- Christian Demelius (1643–1711), Komponist, lebte seit 1663 in Nordhausen
- Günther Dickel (1927–1985), Rechtswissenschaftler, Rechtshistoriker und Kirchenrechtler, 1946 Abitur in Nordhausen
- Georg Friedrich Einicke (1710–1770), Musikdirektor in Nordhausen von 1757 bis 1770
- Roland Erb (* 1943), Schriftsteller, Abitur in Nordhausen
- August von Eye (1825–1896), Dichter, Philosoph, Schriftsteller, Historiker und Maler
- Ursula Fischer (* 1952), Politikerin (PDS), MdB, MdL, Facharztausbildung in Nordhausen
- Hermann Freyberg (1898–1962), Schriftsteller und Filmdirektor, besuchte die Realschule in Nordhausen
- Hugo Gaudig (1860–1923), Reformpädagoge und Leipziger Schuldirektor; besuchte das Nordhäuser Gymnasium (1874–1879)
- Dieter D. Genske (* 1956), Geologe, Bauingenieur und Hochschullehrer an der Fachhochschule Nordhausen
- Karl Ernst Georges (1806–1895), Altphilologe und Lexikograf, besuchte das Nordhäuser Gymnasium
- Johann Heinrich Haeberlin (1799–1866), preußischer Hofbaurat, Besuch des Gymnasiums in Nordhausen
- Fred Goldmann (1900–1932), Kunstmaler, Tennis- und Skilehrer, starb in Nordhausen[14]
- Otto von Harras (1440–1506), Propst in Nordhausen
- Oscar Hasse (1837–1898), Mediziner, Pionier der Bluttransfusion, lebte ab 1864 bis zu seinem Tod in Nordhausen
- Wilm Herlyn (* 1945), Politologe und Journalist, Chefredakteur der Deutschen Presse-Agentur (dpa), wuchs in Nordhausen auf
- Gottfried Herrmann (1808–1878), Organist und Komponist, verbrachte seine Jugend in Nordhausen
- Karl Wilhelm Ludwig Heyse (1797–1855), Altphilologe und Sprachwissenschaftler, besuchte das Nordhäuser Gymnasium
- Gisela Hilbrecht (* 1948), Politikerin (SPD), Pädagogin, besuchte von 1965 bis 1968 das Institut für Lehrerbildung (IfL) in Nordhausen
- Joachim Hildebrand (1623–1691), Theologe, besuchte ab 1640 die Schule in Nordhausen
- Johanna Himmler (1894–1972), Politikerin (KPD, SED), MdR, lebte mit Unterbrechungen seit 1921 in Nordhausen
- Wilhelm Hoffbauer (1812–1892), Arzt, Politiker in der Revolution von 1848/49 und später in den USA, praktizierte in Nordhausen
- Max Hoffmann (1869–1927), General und Diplomat, besuchte das Nordhäuser Gymnasium
- Wolfgang Ipolt (* 1954), Pfarrer in Nordhausen
- Joachim Jaeger (* 1935), Propst
- Johann-Georg Jaeger (* 1965), Politiker (Bündnis 90/Die Grünen), MdL, machte 1984 in Nordhausen das Abitur
- Josef Jahn (* 1940), Radsportler und nationaler Meister im Radsport, lebt seit den 1960er Jahren  in Nordhausen
- Christian Juckenack (* 1959), seit 2000 Professor für Flächenrecycling an der Fachhochschule Nordhausen und dort von 2001 bis 2004 auch Rektor
- Andreas Ludwig Christoph Kettembeil (1768–1840), Jurist und Zeitungsherausgeber
- Christian Gotthard Kettembeil (1773–1850), Kaufmann und Theaterleiter
- Johann Heinrich Kindervater (1675–1726), Pastor bei St, Blasii
- Johannes Kleinspehn (1880–1944), Politiker (SPD), Redakteur der Volkszeitung in Nordhausen
- Käthe Kollwitz (1867–1945), Graphikerin und Bildhauerin, lebte von 1943 bis 1944 in Nordhausen
- Katja Konschak (* 1978), Triathletin, lebt in Nordhausen
- Friedrich Karl Kraft (1786–1866), Philologe und Lexikograph, 1820 zum Rektor des Gymnasiums in Nordhausen berufen
- Friedrich Traugott Kützing (1807–1893), Apotheker, Lehrer und Botaniker, lebte seit 1835 in Nordhausen, Kützingdenkmal (1906) am Gehege
- Albert Kuntz (1896–1945), Politiker (KPD), verstarb im Konzentrationslager Mittelbau
- Wolfgang Kupke (* 1952), Kirchenmusiker an St. Blasii von 1983 bis 2000
- Carl Hans Lody (1877–1914), Seeoffizier und deutscher Spion im Ersten Weltkrieg, wuchs in Nordhausen auf
- Erich Walter Lotz (1895–1966), Politiker (SPD), Lehrer
- Heinrich Maius (1545–1607), evangelischer Theologe, Lehrer und Rektor in Nordhausen
- Lüder Mencke (1658–1726), Gelehrter und Jurist, besuchte die Schule in Nordhausen
- Michael Meyenburg (1491–1555), Bürgermeister
- Herbert Meyer (1899–1984), Oberbürgermeister (1943–1945),
- Johann Heinrich Michaelis (1668–1738), evangelischer Theologe und Philologe, besuchte die Schule in Nordhausen
- Friedrich Moldenhauer (1797–1866), Chemiker und Mineraloge, Schulbesuch und Apothekenhelfer in Nordhausen
- Katja Mitteldorf (* 1985), Politikerin (Die Linke), MdL, lebt in Nordhausen
- Curt Mücke (1885–1940), Maler und Grafiker
- August Mühling (1786–1847), Komponist und Organist, lebte von 1809 bis 1823 in Nordhausen
- Thekla Naveau (1822–1871), Erzieherin, Frauenrechtlerin, Kinderbuchautorin
- Michael Neander (1525–1595), Pädagoge, Lehrer in Nordhausen
- Walter Nicolai (1873–1947), Geheimdienstoffizier, lebte ab 1929 in Nordhausen
- Christoph Nix (* 1954), Jurist, 1994 Intendant am Theater Nordhausen
- Karl Oettle (1926–2009), Wirtschaftswissenschaftler, besuchte die Schule in Nordhausen
- Anton Otto (1505–1588), Theologe und Pfarrer, von 1543 bis 1568 in Nordhausen
- Alfred Overmann (1866–1946), Historiker, Archivar, Leiter des Städtischen Museums Nordhausen von 1913 bis 1923
- Günter Parche (1954–2022), Attentäter, lebte in einem Seniorenheim in Nordhausen
- Uwe Patzig (* 1948), ehemaliger Politiker (CDU), lebt seit den 1970er Jahren in Nordhausen
- Nicki Pawlow (* 1964), Schriftstellerin
- August Petermann (1822–1878), Kartograph und Geograph, verbrachte seine Jugend in Nordhausen
- Ludwig Christian Pezolt (1712 – nach 1776), Mediziner und Stadtarzt von Nordhausen
- Friedrich Pietzker (1844–1916), Lehrer am Königlichen Gymnasium, Schulbuchautor und Mathematiker
- Gerhard Pflüger (1907–1991), Dirigent, 1935 bis 1938 musikalischer Oberleiter in Nordhausen
- Ferdinand Pleßner (1824–1895), Bauingenieur und Unternehmer, Abitur in Nordhausen
- Andreas Poach (1516–1585), Theologe und Reformator, von 1546 bis 1550 Pfarrer in Nordhausen
- Friedrich Polack (1835–1915), Pädagoge, Rektor 1871 bis 1876 Rektor in Nordhausen
- Birgit Pommer (* 1959), Politikerin (SED/PDS/Die Linke), Landesministerin, seit 2019 Präsidentin des Thüringer Landtages* Marie von Rabatinsky (1842–?), Opernsängerin, lebte in Nordhausen
- Philipp Rappaport (1879–1955), Architekt und Stadtplaner, Familie lebte ab 1894 in Nordhausen
- Johannes Rathje (1879–1956), Journalist der Nordhäuser Zeitung
- Lothar Rechtacek (1943–2013), Maler, Grafiker und Bildhauer
- Otto Reckstat (1898–1983), Streikführer während der Arbeitererhebung am 17. Juni 1953 in Nordhausen
- Hans Reinicke (1483–1538), Hüttenmeister und Freund Martin Luthers, verbrachte seine letzten Lebensjahre in Nordhausen
- Adolf Rettelbusch (1858–1934), Maler, besuchte die Schule in Nordhausen
- Eike Reuter (1938–2005), Kirchenmusiker, 1962 bis 1975 Kantor in Nordhausen
- Lorenz Rhodomann (1546–1606), Pädagoge, Theologe, Historiker und Philologe, 1557 besuchte er die Schule in Nordhausen
- Louis von Rothmaler (1814–1884), preußischer General, besuchte das Gymnasium in Nordhausen
- Annette Sawade (* 1953), Politikerin (SPD), MdB
- Johanna Schaller (* 1952), Olympiasiegerin im Hürdenlauf, wuchs in Nordhausen auf und begann bei der BSG Lok Nordhausen ihre sportliche Laufbahn
- Erika Schirmer (* 1926), Schriftstellerin, lebt seit 1948 in Nordhausen
- Erich Schmidt-Kestner (1877–1941), Bildhauer, verstarb in Nordhausen
- Schmidt, Karl Johann (1848–1920), Gründer und Inhaber der Holzindustriewerke Schmidt und Steinecke, ehemals im Areal Hallesche Str./Zorgestr.
- Heinrich Schnee (1871–1949), Gouverneur von Deutsch-Ostafrika, besuchte das Gymnasium in Nordhausen
- Alwin Gerhard Werner Schroeter (1922–1992), Botaniker, Heimatforscher und Fachlehrer für Biologie
- Christoph Gottlieb Schröter (1699–1782), Komponist, ab 1732 Organist an der Nikolaikirche, gilt als Miterfinder des Klaviers bzw. des Pianofortes
- Kurt Schustehrus (1856–1913), Kommunalpolitiker, Bürgermeister von 1892 bis 1899
- Fritz Schwager (1913–1966), Politiker (KPÖ, SPÖ, KPD, SED), Häftling des KZ Dora-Mittelbau, KPD-Kreisleitung Nordhausen
- Moritz Ludwig Seyffert (1809–1872), Philologe und Pädagoge
- Hans Silberborth (1887–1949), Historiker und Stadtarchivar, Verfasser der „Geschichte der freien Reichsstadt Nordhausen“ (1927)
- Gustav Sintenis (1879–1931), Bankier, Besuch des Gymnasiums in Nordhausen
- Ilse Spangenberg (1924–2020), Malerin und Grafikerin
- Johann Spangenberg (1484–1550), Theologe und Reformator, Pfarrer in Nordhausen
- Andreas Starck (1552–1611), Mediziner und Hochschullehrer, 1559 bis 1560 besuchte er die Schule in Nordhausen
- Walter Steinecke (1888–1975), Politiker (NSDAP), MdR, Künstler, Besuch des Realgymnasiums in Nordhausen
- Heinz Sting (1904–1976), Politiker (NSDAP), Jurist, Oberbürgermeister von 1933 bis 1935
- Ludwig Storch (1803–1881), Dichter und Schriftsteller, Besuch des Gymnasiums in Nordhausen, gründete 1850 Kindergarten in Nordhausen
- Paul Erich Sturm (1891–1964), Philosoph und Theologe, Besuch des Gymnasiums in Nordhausen
- Berthold Suhle (1837–1904), Altphilologe und Schachspieler, Gymnasiallehrer in Nordhausen, verstarb hier
- Johannes Thal (1542–1583), Arzt und Botaniker, 1581 wurde er Stadtphysikus in Nordhausen
- Albert Traeger (1830–1912), Schriftsteller, Politiker, Jurist, lebte von 1875 bis 1891 in Nordhausen
- Lars Tietje (* 1967), seit 2004 Intendant am Theater Nordhausen
- Gustav Trittel (1865–1929), Pädagoge, MdR, 1905 bis 1911 Gymnasiallehrer in Nordhausen
- Traugott Karl August Vogt (1762–1807), Mediziner und Hochschullehrer, 1777 besuchte er das Lyzeum in Nordhausen
- Neithardt Völker (1933–2022), Politiker (SPD), MdL, machte 1951 das Abitur in Nordhausen
- Ingo Wachtel (1912–1990), Schriftsetzer, Zeitungs-Vertriebsleiter und Parteifunktionär (SPD/SED), lebte in Nordhausen
- Jörg Wagner (* 1969), Betriebswirt, seit 2004 Präsident der Fachhochschule Nordhausen
- Friedrich Wilhelm Wallroth (1792–1857), Arzt, Botaniker und Mykologe, geht 1822 als Kreisphysikus nach Nordhausen
- Kurt Wein (1883–1968), Pädagoge und Botaniker, kommt 1912 nach Nordhausen
- Andreas Werckmeister (1645–1706), Musiker, besuchte die Schule in Nordhausen
- Viktor Wesselak (* 1965), Ingenieurwissenschaftler an der Fachhochschule Nordhausen
- Paul Wojtkowski (1892–1960), Politiker (SPD, USPD, KPD, SED), 1953 bis 1960 Landrat des Kreises Nordhausen
- Friedrich August Wolf (1759–1824), Altphilologe und Altertumswissenschaftler, besuchte in Nordhausen das Gymnasium
- Stefan Zahradnik (* 1969), Wirtschaftswissenschaftler an der Fachhochschule Nordhausen
- Klaus Zeh (* 1952), Politiker (CDU), Landesminister, Oberbürgermeister von Nordhausen 2012–2017